# Rally van Frankrijk 2012
De Rally van Frankrijk 2012, formeel 3ème Rallye de France - Alsace, was de 3e editie van de Rally van Frankrijk en de elfde ronde van het wereldkampioenschap rally in 2012. Het was de 504e rally in het wereldkampioenschap rally die georganiseerd wordt door de Fédération Internationale de l'Automobile (FIA). De start en finish was in Straatsburg.

## Programma
| Etappe | Datum               | Klassementsproeven | Competitieve afstand |
| ------ | ------------------- | ------------------ | -------------------- |
| 1      | Donderdag 4 oktober | 1                  | 3,63 kilometer       |
| 2      | Vrijdag 5 oktober   | 7                  | 146,17 kilometer     |
| 3      | Zaterdag 6 oktober  | 8                  | 192,62 kilometer     |
| 4      | Zondag 7 oktober    | 6                  | 62,48 kilometer      |
|        |                     |                    |                      |
| Totaal | Totaal              | 22                 | 404,90 kilometer     |

## Resultaten
| Algemene top tien | Algemene top tien | Algemene top tien         | Algemene top tien                 | Algemene top tien | Algemene top tien | Algemene top tien  | Algemene top tien  |
| Pos.              | #                 | Rijder                    | Auto                              | Gr/kl             | Tijd              | Eerste             | Punten             |
| Pos.              | #                 | Navigator                 | Inschrijving                      | C                 | Straftijd         | Vorige             | Punten             |
| ----------------- | ----------------- | ------------------------- | --------------------------------- | ----------------- | ----------------- | ------------------ | ------------------ |
| 1.                | 1                 | Sébastien Loeb            | Citroën DS3 WRC                   | WRC               | 3:32:53,0         | 0:00               | 25                 |
| 1.                | 1                 | Daniel Elena              | Citroën Total WRT                 | C                 |                   | =                  | 25                 |
| 2.                | 3                 | Jari-Matti Latvala        | Ford Fiesta RS WRC                | WRC               | 3:33:08,5         | + 15,5             | 18                 |
| 2.                | 3                 | Miikka Anttila            | Ford World Rally Team             | C                 |                   | + 15,5             | 18                 |
| 3.                | 2                 | Mikko Hirvonen            | Citroën DS3 WRC                   | WRC               | 3:33:37,1         | + 44,1             | 15                 |
| 3.                | 2                 | Jarmo Lehtinen            | Citroën Total WRT                 | C                 |                   | + 28,6             | 15                 |
| 4.                | 8                 | Thierry Neuville          | Citroën DS3 WRC                   | WRC               | 3:34:00,3         | + 1:07,3           | 12 + 2             |
| 4.                | 8                 | Nicolas Gilsoul           | Citroën Junior WRT                | C                 | 0:20              | + 23,2             | 12 + 2             |
| 5.                | 10                | Mads Østberg              | Ford Fiesta RS WRC                | WRC               | 3:34:09,4         | + 1:16,4           | 10 + 1             |
| 5.                | 10                | Jonas Andersson           | Adapta World Rally Team           | C                 |                   | + 9,1              | 10 + 1             |
| 6.                | 5                 | Ott Tänak                 | Ford Fiesta RS WRC                | WRC               | 3:35:20,9         | + 2:27,9           | 8 + 3              |
| 6.                | 5                 | Kuldar Sikk               | M-Sport Ford World Rally Team     | C                 |                   | + 1:11,5           | 8 + 3              |
| 7.                | 6                 | Jevgeni Novikov           | Ford Fiesta RS WRC                | WRC               | 3:38:44,6         | + 5:51,6           | 6                  |
| 7.                | 6                 | Ilka Minor                | M-Sport Ford World Rally Team     | C                 |                   | + 3:23,7           | 6                  |
| 8.                | 12                | Chris Atkinson            | Mini John Cooper Works WRC        | WRC               | 3:39:35,4         | + 6:42,4           | 4                  |
| 8.                | 12                | Glenn MacNeall            | WRC Team Mini Portugal            | C                 |                   | + 50,8             | 4                  |
| 9.                | 21                | Martin Prokop             | Ford Fiesta RS WRC                | WRC               | 3:41:39,8         | + 8:46,8           | 2                  |
| 9.                | 21                | Zdeněk Hrůza              | Czech Ford National Team          | WRC               |                   | + 2:04,4           | 2                  |
| 10.               | 52                | Sébastien Chardonnet      | Citroën DS3 WRC                   | WRC               | 3:41:52,7         | + 8:59,7           | 1                  |
| 10.               | 52                | Thibault De La Haye       | Collectif Équipe de France Rallye | WRC               |                   | + 12,9             | 1                  |
| DNF top tien      |                   |                           |                                   |                   |                   |                    |                    |
| Pos.              | #                 | Rijder                    | Auto                              | Gr/kl             | KP                | Reden              | Reden              |
| Pos.              | #                 | Navigator                 | Inschrijving                      | C                 | KP                | Reden              | Reden              |
| DNF               | 7                 | Nasser Al-Attiyah         | Citroën DS3 WRC                   | WRC               | 10                | Ongeluk            | Ongeluk            |
| DNF               | 7                 | Giovanni Bernacchini      | Qatar World Rally Team            | C                 | 10                | Ongeluk            | Ongeluk            |
| DNF               | 9                 | Daniel Oliveira           | Ford Fiesta RS WRC                | WRC               | 18                | Mechanisch         | Mechanisch         |
| DNF               | 9                 | Carlos Magalhães          | Brazil World Rally Team           | C                 | 18                | Mechanisch         | Mechanisch         |
| DNF               | 14                | Paolo Nobre               | Mini John Cooper Works WRC        | WRC               | 21                | Mechanisch         | Mechanisch         |
| DNF               | 14                | Edu Paula                 | WRC Team Mini Portugal            | C                 | 21                | Mechanisch         | Mechanisch         |
| DNF               | 31                | Hayden Paddon             | Škoda Fabia S2000                 | 2                 | 20                | Mechanisch         | Mechanisch         |
| DNF               | 31                | John Kennard              | Hayden Paddon                     | 2                 | 20                | Mechanisch         | Mechanisch         |
| DNF               | 35                | Maciej Oleksowicz         | Ford Fiesta S2000                 | 2                 | 8                 | Mechanisch         | Mechanisch         |
| DNF               | 35                | Andrzej Obrębowski        | Maciej Oleksowicz                 | 2                 | 8                 | Mechanisch         | Mechanisch         |
| DNF               | 37                | Daniel Sordo              | Mini John Cooper Works WRC        | WRC               | 20                | Stuurbekrachtiging | Stuurbekrachtiging |
| DNF               | 37                | Carlos del Barrio         | Prodrive WRC Team                 | WRC               | 20                | Stuurbekrachtiging | Stuurbekrachtiging |
| DNF               | 55                | Mathieu Arzeno            | Peugeot 207 S2000                 | 2                 | 7                 | Ongeluk            | Ongeluk            |
| DNF               | 55                | Renaud Jamoul             | Saintéloc Racing                  | 2                 | 7                 | Ongeluk            | Ongeluk            |
| EX                | 58                | Xavier Lemonnier          | Mitsubishi Lancer Evo X R4        | 2                 | 17                | Uitgesloten        | Uitgesloten        |
| EX                | 58                | Marie-Laure Lemonnier-Peu | Xavier Lemonnier                  | 2                 | 17                | Uitgesloten        | Uitgesloten        |
| DNF               | 35                | Jonathan Fritsch          | Mitsubishi Lancer Evo IX          | 3                 | 8                 | Mechanisch         | Mechanisch         |
| DNF               | 35                | Guillaume Burey           | Jonathan Fritsch                  | 3                 | 8                 | Mechanisch         | Mechanisch         |
| DNF               | 62                | Jean-Nicolas Hot          | Subaru Impreza STi                | 3                 | 17                | Mechanisch         | Mechanisch         |
| DNF               | 62                | Christiane Nicolet        | Team 2HP Compétition              | 3                 | 17                | Mechanisch         | Mechanisch         |

| SWRC top drie        | SWRC top drie        | SWRC top drie |
| Pos.                 | Rijder               | Pnt.          |
| -------------------- | -------------------- | ------------- |
| 1                    | Craig Breen          | 25            |
| 2                    | Yazeed Al-Rajhi      | 18            |
| 3                    | Per-Gunnar Andersson | 15            |
| WRC Academy top drie |                      |               |
| Pos.                 | Rijder               | Pnt.          |
| 1                    | Elfyn Evans          | 25            |
| 2                    | José Antonio Suárez  | 18            |
| 3                    | John MacCrone        | 15            |

## Statistieken

#### Klassementsproeven
| Etappe | Datum     | KP | Starttijd | Naam                                  | Lengte   | Snelste rijder                    | Tijd          | Gem. snelheid | Rallyleider      |
| ------ | --------- | -- | --------- | ------------------------------------- | -------- | --------------------------------- | ------------- | ------------- | ---------------- |
| 1      | 4 oktober | 1  | 16:30     | Strasbourg                            | 3,63 km  | Thierry Neuville                  | 2:44,7        | 79,34 km/u    | Thierry Neuville |
|        |           |    |           |                                       |          |                                   |               |               | Thierry Neuville |
| 2      | 5 oktober | 2  | 9:13      | Hohlandsbourg - Firstplan 1           | 28,67 km | Sébastien Loeb                    | 14:36,1       | 117,81 km/u   | Sébastien Loeb   |
| 2      | 5 oktober | 3  | 10:06     | Vallée de Munster 1                   | 22,16 km | Sébastien Loeb                    | 11:18,8       | 117,53 km/u   | Sébastien Loeb   |
| 2      | 5 oktober | 4  | 11:22     | Soultzeren - Pays Welche 1            | 19,93 km | Jari-Matti Latvala                | 9:49,2        | 121,77 km/u   | Sébastien Loeb   |
| 2      | 5 oktober | 5  | 13:56     | Hohlandsbourg - Firstplan 2           | 28,67 km | Sébastien Loeb                    | 14:28,9       | 118,78 km/u   | Sébastien Loeb   |
| 2      | 5 oktober | 6  | 14:39     | Vallée de Munster 2                   | 22,16 km | Jari-Matti Latvala                | 11:07,0       | 119,60 km/u   | Sébastien Loeb   |
| 2      | 5 oktober | 7  | 15:55     | Soultzeren - Pays Welche 2            | 19,93 km | Sébastien Loeb                    | 9:44,6        | 122,73 km/u   | Sébastien Loeb   |
| 2      | 5 oktober | 8  | 18:35     | Mulhouse                              | 4,65 km  | Jari-Matti Latvala                | 3:37,7        | 76,89 km/u    | Sébastien Loeb   |
|        |           |    |           |                                       |          |                                   |               |               | Sébastien Loeb   |
| 3      | 6 oktober | 9  | 8:38      | Massif des Grands Crus - Ungersberg 1 | 18,26 km | Sébastien Loeb                    | 10:58,0       | 99,36 km/u    | Sébastien Loeb   |
| 3      | 6 oktober | 10 | 9:36      | Pays d'Ormont 1                       | 43,45 km | Sébastien Loeb                    | 23:20,0       | 111,73 km/u   | Sébastien Loeb   |
| 3      | 6 oktober | 11 | 10:47     | Pays de la Haute Bruche 1             | 23,92 km | Jari-Matti Latvala                | 11:13,1       | 128,58 km/u   | Sébastien Loeb   |
| 3      | 6 oktober | 12 | 11:45     | Klevener 1                            | 10,68 km | Neutralisatie                     | Neutralisatie | Neutralisatie | Sébastien Loeb   |
| 3      | 6 oktober | 13 | 14:38     | Massif des Grands Crus - Ungersberg 2 | 18,26 km | Mikko Hirvonen Jari-Matti Latvala | 10:53,8       | 99,99 km/u    | Sébastien Loeb   |
| 3      | 6 oktober | 14 | 15:36     | Pays d'Ormont 2                       | 43,45 km | Sébastien Loeb                    | 23:09,9       | 112,54 km/u   | Sébastien Loeb   |
| 3      | 6 oktober | 15 | 16:47     | Pays de la Haute Bruche 2             | 23,92 km | Sébastien Loeb                    | 11:10,8       | 129,02 km/u   | Sébastien Loeb   |
| 3      | 6 oktober | 16 | 17:45     | Klevener 2                            | 10,68 km | Jari-Matti Latvala                | 6:08,4        | 105,05 ;km/u  | Sébastien Loeb   |
|        |           |    |           |                                       |          |                                   |               |               | Sébastien Loeb   |
| 4      | 7 oktober | 17 | 9:23      | Vignoble de Cleebourg 1               | 17,50 km | Thierry Neuville                  | 10:11,7       | 100,52 km/u   | Sébastien Loeb   |
| 4      | 7 oktober | 18 | 10:46     | Bischwiller - Gries 1                 | 8,00 km  | Thierry Neuville                  | 4:19,2        | 110,42 km/u   | Sébastien Loeb   |
| 4      | 7 oktober | 19 | 11:16     | Haguenau 1                            | 5,74 km  | Thierry Neuville                  | 4:16,2        | 90,66 km/u    | Sébastien Loeb   |
| 4      | 7 oktober | 20 | 12:44     | Vignoble de Cleebourg 2 (PS)          | 17,50 km | Ott Tänak                         | 10:24,0       | 98,54 km/u    | Sébastien Loeb   |
| 4      | 7 oktober | 21 | 14:07     | Bischwiller - Gries 2                 | 8,00 km  | Thierry Neuville                  | 4:16,8        | 111,45 km/u   | Sébastien Loeb   |
| 4      | 7 oktober | 22 | 14:37     | Haguenau 2                            | 5,74 km  | Thierry Neuville                  | 4:03,7        | 84,79 km/u    | Sébastien Loeb   |

| KP overwinningen   | KP overwinningen |
| Rijder             | Aantal           |
| ------------------ | ---------------- |
| Sébastien Loeb     | 8                |
| Jari-Matti Latvala | 6                |
| Thierry Neuville   | 6                |
| Mikko Hirvonen     | 1                |
| Ott Tänak          | 1                |

#### Power Stage
- Extra punten werden verdeeld voor de drie beste tijden over de 17,50 kilometer lange Power Stage aan het einde van de rally.

| Pos. | Rijder           | Tijd    | Verschil | Gem. snelheid | Punten |
| ---- | ---------------- | ------- | -------- | ------------- | ------ |
| 1.   | Ott Tänak        | 10:24,0 | =        | 98,54 km/u    | 3      |
| 2.   | Thierry Neuville | 10:24,9 | + 0,9    | 98,23 km/u    | 2      |
| 3.   | Mads Østberg     | 10:25,8 | + 1,8    | 98,15 km/u    | 1      |

## Kampioenschap standen

#### Rijders
|   | Pos. | Rijder             | Pnt. |
| - | ---- | ------------------ | ---- |
| = | 1    | Sébastien Loeb     | 244  |
| = | 2    | Mikko Hirvonen     | 173  |
| 2 | 3    | Jari-Matti Latvala | 131  |
| = | 4    | Mads Østberg       | 125  |
| 2 | 5    | Petter Solberg     | 119  |

#### Constructeurs
|   | Pos. | Constructeur                  | Pnt. |
| - | ---- | ----------------------------- | ---- |
| = | 1    | Citroën Total WRT             | 388  |
| = | 2    | Ford World Rally Team         | 259  |
| = | 3    | M-Sport Ford World Rally Team | 137  |
| 2 | 4    | Citroën Junior WRT            | 72   |
| = | 5    | Adapta World Rally Team       | 71   |

- Vetgedrukte tekst betekent wereldkampioen.
- Noot: Enkel de top 5-posities worden in beide standen weergegeven.